# Semis

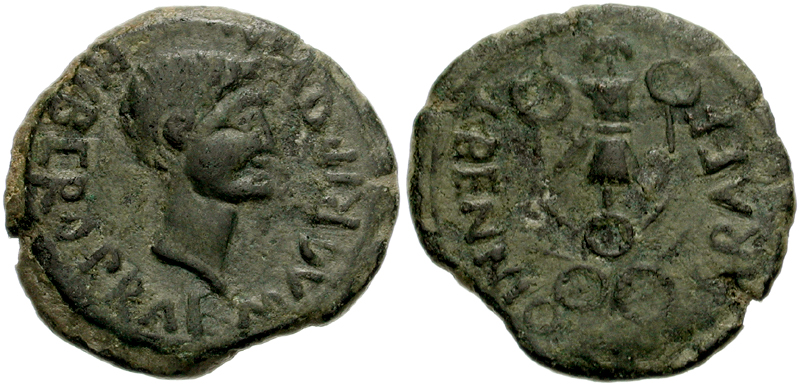
Semis acuñado en la ceca de Carthago Nova.

El semis fue una antigua moneda romana con un valor de medio as.
Bajo la República, el as fue una moneda de bronce acuñada con un valor equivalente a media libra romana, y en su anverso aparecía la figura de Iuppiter con una S.
Con la reforma monetaria de César Augusto de 23 a. C., por tratarse de una moneda de bronce o fraccionaria, fue acuñada por los triunviri monetales a las órdenes del Senado, y, también, bajo Augusto, Tiberio, Calígula y Claudio se concedió el privilegio de acuñación de esta moneda a algunas colonias y municipios, que emitieron también ases. A partir de los Antoninos, fue acuñado directamente por la administración imperial.
Dejó de emitirse a lo largo del siglo III.